# Székely György (régész)
Székely György (Hódmezővásárhely, 1955. május 7. – Ágasegyháza, 2017. augusztus 4.) régész, numizmatikus, főmuzeológus. 

## Élete
Az általános iskolát Hódmezővásárhelyen végezte, majd a Debreceni Vegyipari Szakközépiskolában tanult tovább. 1973-1978 között végzett az Eötvös Loránd Tudományegyetem történelem-régészet szakán. 1978-tól Kecskeméten élt, munkahelye a Bács-Kiskun Megyei Múzeumi Szervezet (Kecskeméti Katona József Múzeum) volt. 
Főmuzeológusként számos régészeti feltárást vezetett, szakmai kiállítások rendezésében vett részt. A múzeum numizmatikai gyűjteményének vezetője volt.
A Magyar Régészeti és Művészettörténeti Társulatnak és a Magyar Numizmatikai Társulat 1977–től tagja, a Magyar Régész Szövetségnek 2006–tól volt alapító tagja. Ezen kívül a Bács-Kiskun Megyei Honismereti Egyesületnek is tagja.

## Elismerései
- 2001 Réthy László-emlékérem

## Művei
- 1984 13. századi kincslelet Ladánybene-Hornyák-dombról. Cumania 8, 209–272.
- 1989 Régészeti kutatások Kiskőrösön és környékén. In: Meskó Sándor (szerk.): Kiskőrös helytörténeti monográfiája. Kiskőrös, 59–84.
- 1992 A Kecskemét-nyíri friesachi éremlelet. Cumania 13, 113–162.
- 1992 XVIII. századi feljegyzés egy friesachi éremleletről (A szalacsi lelet). NK 90-91, 105–113.
- 1993 Niederländische Münzen in ungarischen Funden. Proceedings of the XIth International Numismatic Congress Vol. IV. Louvain-la-Neuve, 39–45.
- 1994 Az ezüstpénzverés helye és szerepe a későközépkori magyar pénzrendszerben és pénzforgalomban. NK 92-93, 46–50.
- 1994 Megjegyzések a késő Árpád-kori éremleletek keltezéséhez. A numizmatika és a társtudományok I. Szeged, 115–124.
- 1996 A tizenötéves háború éremleleteinek gazdaság- és társadalomtörténeti elemzése. NK 94-95, 27–31.
- 1998 16. századi pénzlelet Pálmonostoráról (A tallérforgalom első évtizedei Magyarországon). Cumania 15, 5–92.
- 1999 A tallérforgalom összetételének változása a 16. századi Magyarországon és Erdélyben az éremleletek tükrében. In: Bertók Krisztina - Torbágyi Melinda (szerk.): Emlékkönyv Bíró-Sey Katalin és Gedai lstván 65. születésnapjára. Budapest, 315–337.
- 1999 15-16. századi denárlelet Kunfehértó határából. In: Szakál Aurél (szerk.): Halasi Múzeum. Emlékkönyv a Thorma János Múzeum 125. évfordulójára. Kiskunhalas, 365–400.